# Syrrhoe crenulata
Syrrhoe crenulata is een vlokreeftensoort uit de familie van de Synopiidae. De wetenschappelijke naam van de soort is voor het eerst geldig gepubliceerd in 1866 door Goës.